# تيريزا جونغمان

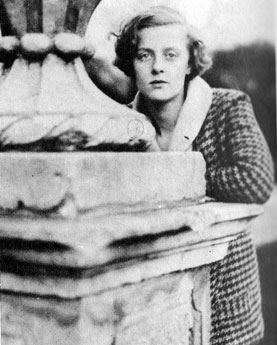
تيريزا جونغمان في العشرينات من عمرها

تيريزا جونغمان أو تيريزا «بيبي» جونغمان' (9 يوليو 1907 - 11 يونيو 2010) هي الابنة الصغرى للفنان الهولندي المولد نيكو فيلهلم جونغمان.
وكانت مع أختها زيتا، ضمن «مجموعة الشباب المتألق» في عشرينيات القرن الماضي.

## السيرة الذاتية
كان والد جونغمان مواطنًا بريطانيًا متجنسًا تزوج في عام 1900 من بياتريس ماكاي، وهي من عائلة كاثوليكية رومانية متدينة في برمنغهام. ولكنهما تطلقا في عام 1918، بعد أن اعتقل في ألمانيا بسبب جنسيته البريطانية. وتوفي نيكو في عام 1935. ثم أصبحت بياتريس الزوجة الثانية لريتشارد سيدني غينيس (1873-1949)، أحد أفراد عائلة غينيس المصرفية، وعم توماس «لويل» غينيس. قتلت بياتريس خلال قصف لندن (المعروف بالبيلتز).
كان الروائي إيفلين ووه -الذي تحول لاحقًا إلى الكاثوليكية- معجباً بجونغمان إلى حد كبير، ويرجع ذلك جزئيا إلى أنها كانت كاثوليكية رومانية متدينة وكان مطلقًا من زوجته الأولى. وقد التقى بها في عام 1930، وطلب يدها للزواج في عام 1933، وقد قوبل طلبه بالرفض.
كان لدى جونغمان العديد من المعجبين خلال عشرينيات وثلاثينيات القرن المنصرم، بما فيهم اللورد مارجيسون -المراقب الرئيسي للمحافظين- واللورد إيبوري الرابع (1883-1932) -من الجيل الأكبر سنا- واللورد ديفيد سيسيل (1902–1986); آرثر بالدوين المعروف بلقب«بلوجز» (ابن رئيس الوزراء ستانلي بلدوين)؛ وإيرل لونجفورد السابع (المعروف باسم فرانك باكينهام). وكان المعجب الآخر هو دوق مارلبورو التاسع (تشارلز سبنسر تشرشل)، الذي ذكرت زوجته الثانية جلاديس مارى ديكون تيريزا في طلب الطلاق.
تزوجت تيريزا من الرقيب الأول الأسكتلندي الكندي غراهام كوثبرتسون في عام 1940 وأنجبت طفلين هما بينيلوب وريتشارد. وسرعان ما تركها كوثبرتسون. وتوفي ابنها ريتشارد في حادث سيارة في عام 1965. وأصبحت ابنتها بينيلوب الزوجة الثانية لديزموند غينيس.

## الشيخوخة والموت
مع تقدمها في السن، عاشت مع شقيقتها الكبرى زيتا في ظروف معيشة قاسية، حتى ساعدتها وصية من المعجب القديم تشارلي بروكلهورست. ومع ذلك، ظلت ودودة مع النخبة الاجتماعية، زائرة مواظبة للمناسبات التي كانت تحضرها الملكة إليزابيث (الملكة الأم).
توفيت عن عمر يناهز 102 عاماً، كما فعلت شقيقتها زيتا قبلها بأربع سنوات في عام 2006، تاركةً ابنتها بيني غينيس.

## روابط خارجية
- Telegraph obituary for Teresa Cuthbertson, 12 June 2010, p. 29. Retrieved only 4 December 2012
- Last survivor of the Twenties’ Bright Young People whose antics were celebrated by Evelyn Waugh in his novel Vile Bodies[وصلة مكسورة]
- Hugo Vickers; The Jungman Sisters Part I published 17 June 2010, and The Jungman Sisters Part II 18 June 2010, on New York Social Diary. Retrieved 4 December 2012. Both pages contain amazing photos by Cecil Beaton, as well as Vickers's essay.